# Sawa Mutkurow
Sawa Atanasow Mutkurow (bułg. Сава Атанасов Муткуров, ur. 16 grudnia 1852 w Tyrnowie, zm. 15 marca 1891 w Neapolu) – bułgarski i rosyjski wojskowy i polityk, generał major, minister wojny Carstwa Bułgarii (1887–1891).

## Życiorys
Syn Atanasa Mutkurowa. Po ukończeniu szkoły w rodzinnym Tyrnowie uczył się w szkole medycznej w Stambule, a następnie w szkole dla junkrów w Odessie. Od 1872 służył w Armii Imperium Rosyjskiego. Uczestnik wojny rosyjsko-tureckiej (1877-1878) jako dowódca kompanii 64 mińskiego pułku piechoty. Po zakończeniu wojny był dowódcą kompanii w milicji Rumelii Wschodniej.
Od 1881 pełnił kolejno funkcje naczelnika kancelarii wojskowej, dyrektora administracyjnego milicji, a wreszcie oficera sztabowego w milicji rumelijskiej. W 1885 wziął aktywny udział w działaniach na rzecz zjednoczenia Księstwa Bułgarii i Rumelii Wschodniej. Powiadomił księcia Aleksandra Battenberga o planowanym wystąpieniu w Rumelii Wschodniej i otrzymał od niego deklarację poparcia dla zjednoczenia. Po przejęciu kontroli nad Płowdiwem Mutkurow znalazł się w składzie tymczasowego rządu Bułgarii Południowej, zanim ta została zjednoczona z Księstwem Bułgarii.
W czasie wojny serbsko-bułgarskiej 1885 objął dowództwo oddziału ochotników z Tyrnowa i Szumenu. W działaniach w rejonie Pirotu dowodził 2 dywizją piechoty, a następnie objął dowództwo 5 brygady piechoty i komendę nad garnizonem płowdiwskim. W 1886 wystąpił przeciwko organizatorom buntu oficerów prorosyjskich, skierowanego przeciwko Aleksandrowi Battenbergowi. Wtedy zaczął bliską współpracę ze Stefanem Stambołowem, a wierne mu oddziały przeprowadziły akcję aresztowania spiskowców.
W sierpniu 1886 został jednym z trzech regentów Bułgarii (wspólnie ze Stefanem Stambołowem i Petko Karawełowem). Po przejęciu władzy przez księcia Ferdynanda, Mutkurow otrzymał tekę ministra wojny w gabinecie Stefana Stambołowa, które sprawował przez cztery lata. W tym czasie dokonał przezbrojenia armii bułgarskiej, która otrzymała karabiny Mannlicher wz. 1886.
W lutym 1891 awansowany na stopień generalski. Z uwagi na pogarszający się stan zdrowia przeszedł w stan spoczynku i wyjechał na kurację do Neapolu, gdzie zmarł. Pochowany w Cerkwi Świętego Spasa w Sofii.
Był żonaty (żona Mara), miał dwoje dzieci.

## Awanse
- podporucznik (Подпоручик) (1872)
- porucznik  (Поручик) (1876)
- kapitan  (капитан) (1881)
- major  (Майор) (1883)
- podpułkownik  (Подполковник) (1886)
- pułkownik  (Полковник) (1887)
- generał major  (Генерал-майор) (1891)

## Odznaczenia
- Order Waleczności 1. i 4. st. II klasy
- Order Świętego Aleksandra I stopnia i II stopnia z mieczami
- Order za Zasługi srebrny
- Order Świętego Stanisława IV st.
- Order Świętej Anny IV st.